# Kuo Lee Chien-Fu
Detta är ett kinesiskt namn; familjenamnet är Kuo Lee.
Kuo Lee Chien-Fu (kinesiska: 郭李建夫; pinyin: Guō Lǐ Jiànfū), född den 24 mars 1969 i länet Taoyuan på Taiwan, är en före detta basebollspelare (pitcher) som tog silver vid olympiska sommarspelen 1992 i Barcelona.
Efter OS 1992 blev Kuo Lee proffs i Japan i sex år under namnet Tateo Kakuri.